# 阿加当
阿加当是葡萄牙阿威罗区的一个堂区。总面积35.34平方公里，总人口496人，人口密度14人/平方公里（年）。